# Изгубени и объркани
„Изгубени и объркани“ (на английски: Lost and Delirious) е канадски романтичен филм от 2001 година на режисьорката Леа Пул по сценарий на Джудит Томпсън, базиран на романа „Батските невести“ (1993) на Сюзан Суон.
В центъра на сюжета е любовната връзка между две ученички в скъп пансион и отричането на едната от тях от връзката под натиска на мнението на околните, довело до драматични последици. Главните роли се изпълняват от Пайпър Перабо, Джесика Паре, Миша Бартън.